# Rodolfo Sorcinelli
Rodolfo Sorcinelli (Mondolfo, 6 maggio 1918 – Mondolfo, 8 settembre 1984) è stato un pallonista italiano, campione nel gioco del pallone col bracciale.
Appresi i primi rudimenti dell'arte di colpire il pallone con il bracciale, fu subito notato e incoraggiato dai dirigenti della "Società del gioco del Pallone" di Mondolfo per le sue qualità, che lo facevano emergere tra gli altri ragazzi che frequentavano lo sferisterio di Mondolfo.
Esordì come terzino a 19 anni nell'aprile del 1937 a Fano, con la squadra della sua Mondolfo capitanata da Walter Pierfederici e con Bruno Rotatori battitore, contro la locale formazione composta da Edo Cibini, Collina e Solazzi. I mondolfesi vinsero l'incontro ed il giovane Sorcinelli “lasciò perplessi gli spettatori e lo stesso Collina per la sicurezza dimostrata sul campo” (da una lettera autografa di Nicola Breccia , all'epoca presidente della Società  sportiva mondolfese).
Vinse lo stesso  anno il titolo italiano dilettanti a Macerata con Antonio Morbidelli e Walter Pierfederici e questo gli permise di essere scritturato l'anno successivo  dai professionisti, a Firenze prima, a Livorno e Pisa poi, in compagnia dei grandi  del bracciale fino al 1942, quando fu richiamato sotto le armi.
Dotato di una tecnica sopraffina, fu nel dopoguerra una delle migliori spalle in circolazione, insuperabile nello staccare i palloni che correvano rasente il muro. Capace di intuire in anticipo le traiettorie del pallone colpito dagli avversari e facendosi quindi trovare sempre pronto nella posizione ottimale per ribatterlo a tempo, sembrava colpire il pallone senza fare apparentemente nessuno sforzo.      Nel periodo migliore della sua carriera la sua sicurezza nel colpire il pallone era tale da dare la sensazione che, se faceva un errore, questo fosse voluto. 
Fu  soprannominato Pulentina dai frequentatori dello sferisterio mondolfese perché ancora imberbe e con una corporatura non particolarmente robusta, amava cimentarsi con atleti più grandi di età, ed in seguito, anche per il suo modo di colpire la palla, morbido ma allo stesso tempo efficace.
Con Orlando Rondini nel dopoguerra diede vita ad un duo formidabile: potente e veloce Orlando in battuta, sicuro e preciso Rodolfo nel ruolo di spalla furono i protagonisti  di tante epiche sfide negli sferisteri  di tutta l'Italia.
Vinse i titoli italiani dei professionisti nel '47 a Firenze, nel '48 a Rimini, nel '49 a Firenze, nel '51 a Rimini, nel '52 a Bagnacavallo, e fu secondo nel '46 (Bologna) e nel '50 (Cesena).
Terminata l'esperienza tra i professionisti, chiusi tanti sferisteri famosi, nel 1953 emigrò per un breve periodo in Venezuela; al ritorno giocò ancora tra i dilettanti fino alla fine del pallone col bracciale avvenuta nel '63.
Tornò a calcare i campi da gioco negli anni '70 con i suoi pari per qualche sporadica  e nostalgica esibizione. Morì a Mondolfo l'8 settembre 1984.
Anche a lui, al pari di altri grandi campioni di Mondolfo, è stata dedicata una lapide nello sferisterio locale.